# شاهومیان (آدیغیه)
شاهومیان (به لاتین: Shaumyan) یک منطقهٔ مسکونی در روسیه است که در آدیغیه واقع شده‌است.